# Арабаалан
Арабаалан (на турски: Arabaalan) е село в околия Бига, вилает Чанаккале, Турция. Разположено на 300 – 400 метра надморска височина. Населението му през 1997 г. е 161 души, основно българи – мюсюлмани (помаци), преселили се през 1885 г. от село Лакавица в Родопите.